# Jan Mirosław Peszke
Jan Mirosław Peszke (ur. 27 lipca 1870 w miejscowości Gołta powiatu ananiwskiego guberni chersońskiej, zm. 21 marca 1949 w Le Mans, Francja, ukr. Жан Песке, franc. Jean Peské) – polski malarz i ilustrator pochodzący z Ukrainy, działający we Francji.

## Życiorys
Urodził się w rodzinie lekarza Jana Peszke. W wieku 15 lat rozpoczął naukę malarstwa w Szkole Rysunkowej Nikołaja Muraszki w Kijowie, kontynuował w latach 1886-1889 w Szkole Sztuk Pięknych w Odessie i w Warszawskiej Klasie Rysunkowej u Wojciecha Gersona.
Dzięki spadkowi po ojcu w roku 1891 zamieszkał w Paryżu, gdzie pozostał do końca życia. Studiował w Académie Julian u Benjamina Constanta i Jeana-Paula Laurensa.
Do paryskiego środowiska artystycznego wprowadziła go Gabriela Zapolska. Maria Curie-Skłodowska kolekcjonowała jego obrazy. Bywał na południu Francji, w roku 1934 w Collioure w Langwedocji stworzył muzeum (obecnie nazwane Musée de Collioure Fonds Peské). Został współpracownikiem dwumiesięcznika „La Revue blanche”. Był zaprzyjaźniony z Henri de Toulouse-Lautrekiem, Paul Sérusierem, Maurice Denisem, Paulem Signakiem і Pierre Bonnardem. Nauczył się techniki akwaforty u Camille Pissarro. Dzięki Signakowi zainteresował się puentylizmem. Pod względem kolorystyki zbliżył się do szkoły z Pont-Aven. W latach 1902–1911 uczestniczył w plenerach w Barbizon.
Twórczość Jana Mirosława Peszke obejmuje krajobrazy, sceny rodzajowe, martwe natury, rzadziej portrety. Malował farbami olejnymi, akwarelą, gwaszem, rysował ołówkiem, węglem i sangwiną, posługiwał się różnymi technikami graficznymi. Zajmował się też ilustracją książkową i scenografią. Obrazy Jana Mirosława Peszke znajdują się w zbiorach muzealnych w Paryżu, Rouen, Saint-Tropez, Genewie i Warszawie.
Poślubił uczennicę Auguste Rodina, E. Łusznikową. W końcu lat czterdziestych zamieszkał w Le Mans, gdzie pozostał do końca życia.

## Galeria

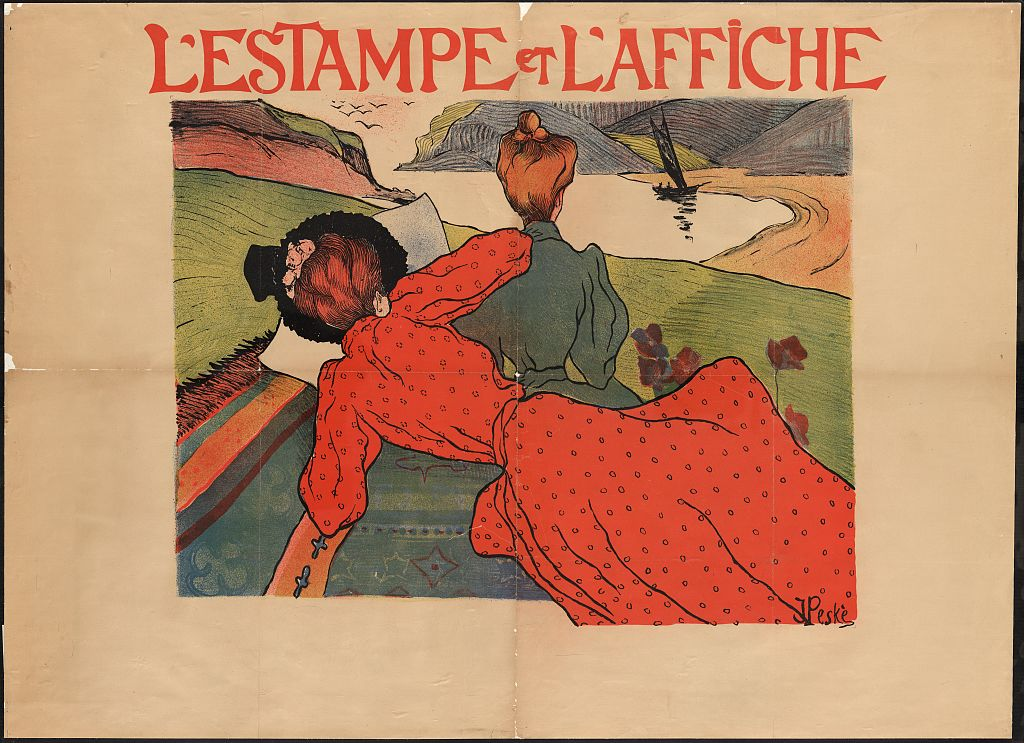
Plakat - litografia 1898
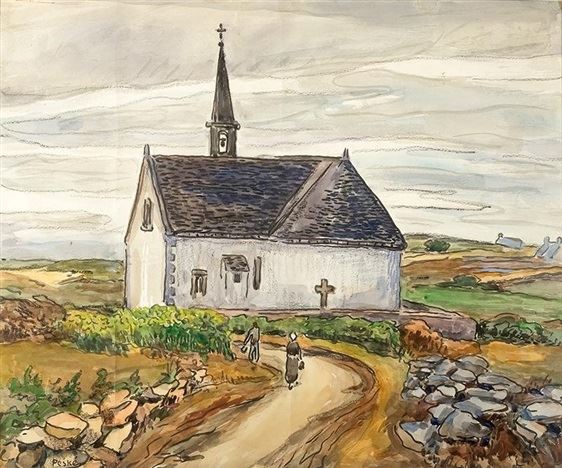
Kościół w Bretanni
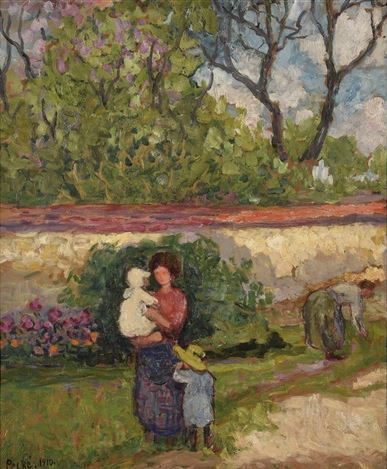
Dzieci, 1910
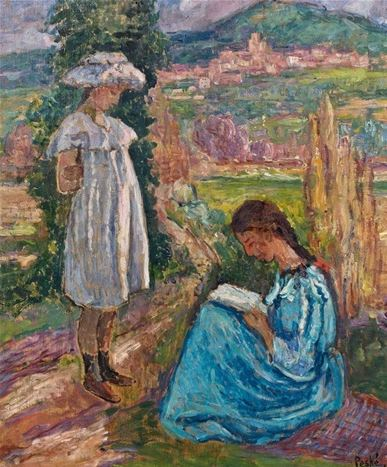
Lektura
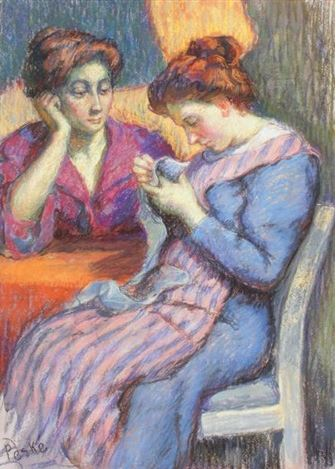
Szycie
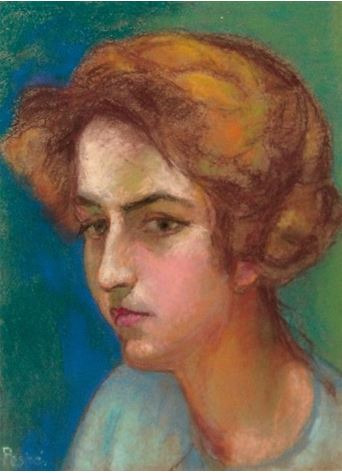
, Rosjanka